# Johann Leopold Köffiller
Johann Leopold Köffiller (14. listopadu 1743 Brno – 17. září 1814 Brno) byl bankéř, textilní podnikatel a rakouský státní úředník.

## Život
Narodil se v Brně, kde jeho otec (původem z Korutan) působil jako bankéř. Johann byl zaměstnán v letech 1761-1763 jako praktikant v jedné pražské bankovní filiálce a potom pobyl na různých místech v Evropě „na zkušenou“. V roce 1767 převzal správu majetku po zemřelém otci a ve stejném roce byl spolu se svým bratrem Carlem Köffillerem, poštmistrem v Pohořelicích, povýšen římskoněmeckým císařem do šlechtického stavu (a v roce 1773 jim byl udělen dědičný titul Ritter von Köffiller).
Jako podnikatel nejdřív zpachtoval v roce 1768 ve společenství s několika brněnskými obchodníky ve městě nerentabilní státní soukenickou manufakturu a manufakturu na výrobu plyšů. Plyšařská manufaktura brzy zanikla, ale výrobu sukna Köffiller po značných počátečních potížích rozšířil až na 120 tkalcovských stavů a v roce 1781 převzal podnik do osobního vlastnictví. V manufaktuře zaměstnával asi 750 lidí a dalším více než 1000 domáckým výrobcům dával práci přes faktory. Na všech vedoucích místech ve výrobě angažoval cizozemské odborníky (z Nizozemska, Německa a Francie), jako dělníci pro něj také pracovalo až 150 sirotků (jejichž plné zabezpečení zajišťoval s podporou státu). Výroba sukna (v cca 30 různých operacích) se provozovala v několika dílnách rozmístěných po celém tehdejším Brně.
Technické vybavení manufaktury bylo na velmi dobré úrovni, tomu přiměřená kvalita zboží zajišťovala zvýšený odbyt. V 80. letech se zvýšil prodej až na 60 tisíc metrů tkanin ročně. Rentabilita výroby však nebyla dostačující a když koncem této dekády došlo pod vlivem nepříznivých okolností ke snížení konjunktury, Köffiller se značně zadlužil a v letech 1792/93 přišla manufaktura do dražby (státní půjčka na manufakturu obnášela 400 000 zlatých).
Ještě několik let před ztrátou majetku se však materiálně zajistil tím, že se stal jako státní úředník pro celou Moravu správcem nově zřízené tzv. Židovské spotřební daně.
Johann Leopold Köffiller byl prvním soukromým podnikatelem v brněnské vlnařské velkovýrobě. O úspěch tohoto oboru se zasloužil zejména tím, že přivedl do Brna zahraniční odborníky jako např. Vilém Mundy nebo Johann Heinrich Offermann starší, kteří se zde později stali zakladateli významných textilních podniků.